# 22-es busz (Székesfehérvár)
A székesfehérvári 22-es jelzésű autóbusz a Jancsár utca  és Kisfalud között közlekedik. Egyes menetek a Köfém lakótelep érintésével közlekednek. A viszonylatot a Volánbusz üzemelteti.

## Története
Székesfehérváron már az 1950-es évektől kezdve járt autóbusz Kisfaludra. A mai 22-es busz 1976-ban jött létre, amikor átszervezték az autóbusz-hálózatot.
A gazdasági válság folyamán járatait ritkították, majd a 2017. május 1-jén bevezetett menetrendi módosításnak köszönhetően szabadnapokon délelőtt óránkénti indulás helyett ismét félóránként közlekedik.

## Útvonala
A zárójelben lévő szakaszt csak a Köfém lakótelepre betérő menetek érintik.
| Kisfalud felé | Jancsár utca felé |
| --- | --- |
| Jancsár utca vá. – Balatoni út – Jancsár köz – Horvát István utca – Széchenyi utca – Vörösmarty tér – Budai út – Budai út (– Zombori út – Verseci utca – Topolyai utca – Budai út ) – Fehérvári utca – Kisfalud vá. | Kisfalud vá. – Fehérvári utca – Budai út (– Topolyai utca – Verseci utca – Zombori út – Budai út ) – Budai út – Vörösmarty tér – Széchenyi utca – Horvát István utca – Jancsár köz – Balatoni út – Jancsár utca vá. |

## Megállóhelyei
| 22 (Jancsár utca – Kisfalud)                             | 22 (Jancsár utca – Kisfalud) | 22 (Jancsár utca – Kisfalud) | 22 (Jancsár utca – Kisfalud) | 22 (Jancsár utca – Kisfalud) | 22 (Jancsár utca – Kisfalud) | 22 (Jancsár utca – Kisfalud)                                                      | 22 (Jancsár utca – Kisfalud) |
| Perc (↓)                                                 | Perc (↓)                     | Megállóhely                  | Perc (↑)                     | Perc (↑)                     | Átszállási kapcsolatok | Létesítmények                                                                     |                              |
| -------------------------------------------------------- | ---------------------------- | ---------------------------- | ---------------------------- | ---------------------------- | --- | --------------------------------------------------------------------------------- | ---------------------------- |
| 0                                                        | 0                            | Jancsár utca végállomás      | 23                           | 25                           | 10, 20, 23, 23E, 24, 25, 26, 26A, 29 8050, 8055, 8060, 8062, 8067, 8068, 8069, 8070, 8078                                                          | Jancsár Hotel                                                                     |                              |
| 1                                                        | 1                            | Tóvárosi lakónegyed          | 22                           | 24                           | 20, 23, 23E, 24, 25, 26, 26A | Tóvárosi Általános Iskola                                                         |                              |
| 3                                                        | 3                            | Református Általános Iskola  | 20                           | 22                           | 11, 11A, 11G, 12, 12A, 12Y, 13, 13A, 13G, 13Y, 15, 15Y, 23, 23E, 24, 25, 26, 26A, 36, 37, 38, 40, 41, 43, 44                                       | Református templom, Talentum Református Általános Iskola, József Attila Kollégium |                              |
| 5                                                        | 5                            | Távirda utca                 | 18                           | 20                           | 14, 23E, 40, 41, 42, 43, 44 |                                                                                   |                              |
| 7                                                        | 7                            | Gáz utca / Budai út          | 16                           | 18                           | 14, 14G, 23, 23E, 31E, 33, 34, 40, 41, 42, 43, 44 707, 747, 748, 749, 750, 751, 757, 758, 759, 8030, 8032, 8033, 8035, 8037, 8039 1803, 1823, 1824 |                                                                                   |                              |
| 8                                                        | 8                            | Zrínyi utca                  | 15                           | 17                           | 14, 23, 23E, 31E, 40, 41, 42, 43, 44 | Láncos Kornél Gimnázium, Gróf Széchenyi István Műszaki Szakközépiskola            |                              |
| 9                                                        | 9                            | Király sor / Budai út        | 14                           | 16                           | 14, 23, 23E, 31E, 40, 41, 42, 43, 44 707, 747, 748, 749, 750, 751, 757, 758, 759 1172, 1173, 1174, 1204, 1205, 1215, 1229                          |                                                                                   |                              |
| 11                                                       | 11                           | Halesz park                  | 12                           | 14                           | 17, 23, 23E, 31, 31E | Halesz park                                                                       |                              |
| 13                                                       | 13                           | Fiskális út / Budai út       | 10                           | 12                           | 17, 23, 23E, 31, 31E 707, 747, 748, 749, 750, 751, 757, 758, 759, 8030, 8035                                                                       | Öreghegyi Magyarok Nagyasszonya Plébániatemplom, Budai úti református templom     |                              |
| 15                                                       | 15                           | Titeli utca                  | 8                            | 10                           | 17 |                                                                                   |                              |
| 16                                                       | 16                           | Zombori út                   | 7                            | 9                            | 17 707, 747, 748, 749, 750, 751, 757, 758, 759 1172, 1173, 1174, 1204, 1205, 1215, 1229                                                            | MMKM Alumíniumipari Múzeuma                                                       |                              |
| Egyes menetek a Köfém lakótelep érintésével közlekednek. |                              |                              |                              |                              | |                                                                                   |                              |
| 17                                                       | ∫                            | Szivárvány Óvoda             | ∫                            | 8                            | 17 | MMKM Alumíniumipari Múzeuma                                                       |                              |
| 18                                                       | ∫                            | Köfém lakótelep              | ∫                            | 7                            | 14, 14G, 17, 20 749 | Alcoa-KÖFÉM                                                                       |                              |
| 19                                                       | 17                           | Bereznai utca                | 6                            | 6                            | |                                                                                   |                              |
| 20                                                       | 18                           | Lomnici utca / Budai út      | 5                            | 5                            | 707, 747, 748, 749, 750, 751, 757, 758, 759 |                                                                                   |                              |
| 21                                                       | 19                           | Stomfai utca                 | 4                            | 4                            | |                                                                                   |                              |
| 22                                                       | 20                           | Nagyszombati utca / Budai út | 3                            | 3                            | |                                                                                   |                              |
| 24                                                       | 22                           | Mátyás király utca           | 1                            | 1                            | |                                                                                   |                              |
| 25                                                       | 23                           | Kisfalud végállomás          | 0                            | 0                            | 707, 747, 748, 749, 757 |                                                                                   |                              |